# Загорье-Кукольникское
Загорье-Кукольникское (укр. Загір'я-Кукільницьке) — село в Большовцевской поселковой общине Ивано-Франковского района Ивано-Франковской области Украины.
Население по переписи 2001 года составляло 505 человек. Занимает площадь 6,039 км². Почтовый индекс — 77143. Телефонный код — 03431.